# Whole Again
Whole Again är en låt framförd av den engelska popgruppen Atomic Kitten, utgiven som den femte singeln från deras debutalbum Right Now den 29 januari 2001. Den skrevs av Andy McCluskey, Stuart Kershaw, Jem Godfrey och Bill Padley. Den blev singeletta i Storbritannien.
Covers har spelats in av Play (2003) och No Secrets (2003).

## Låtlista
Brittisk CD 1
1. "Whole Again" – 3:03
2. "Holiday" – 3:13
3. "Whole Again" (Whirlwind Mix) – 3:05
4. "Whole Again" (Video) – 3:03

Brittisk CD 2
1. "Whole Again" – 3:03
2. "Whole Again" (Original Version) – 3:19
3. "Locomotion" – 3:32

Brittisk kassett
1. "Whole Again" – 3:03
2. "Locomotion" – 3:32

## Medverkande
- Liz McClarnon – sång
- Kerry Katona – sång (originalversion)
- Natasha Hamilton – sång
- Jenny Frost – sång (nyversion)

## Listplaceringar
| Lista (2001)                             | Högsta position |
| ---------------------------------------- | --------------- |
| Storbritannien (Official Charts Company) | 1               |